# 薩義德王朝
賽義德王朝（1414年－1451年）是德里蘇丹國第四個王朝。因其創建者赫茲爾汗自稱為穆罕默德的後裔，故稱為賽義德王朝。
赫茲爾汗為原帖木兒帝國旁遮普總督。在圖格魯克王朝滅亡後，赫茲爾汗佔領了德里，建立了賽義德王朝。王朝共歷4代蘇丹；管轄範圍包括旁遮普等北方地區。1451年，錫林德總督巴赫魯爾·洛迪佔據了德里，賽義德王朝滅亡，洛迪王朝開始。